# Leptomenaeus
Leptomenaeus is een geslacht van kreeftachtigen uit de klasse van de Malacostraca (hogere kreeftachtigen).

## Soorten
- Leptomenaeus dolichosternum (Okuno & Mitsuhashi, 2003)
- Leptomenaeus nhatrangensis Ďuriš & Horká, 2008